# Disney's Hollywood Studios
 (mars 2024).
Pour les articles homonymes, voir Walt Disney Studios.

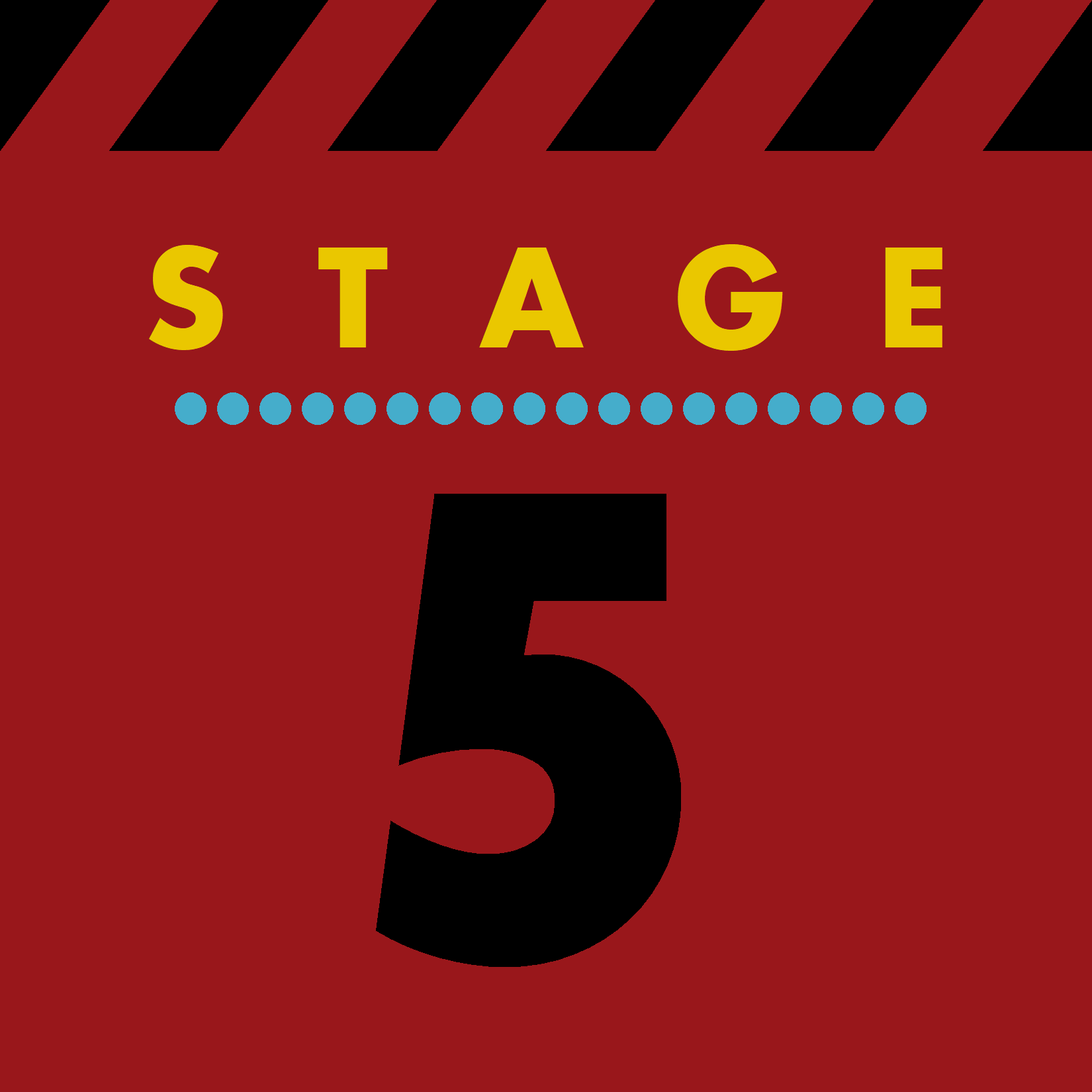
Panneau du "Stage 5", exemple du style graphique de la signalétique des studios qui composent le parc

Disney's Hollywood Studios est un parc à thème de la Walt Disney Company situé à Bay Lake près de la ville d'Orlando (Floride, États-Unis). Le parc appartient au complexe de loisir Walt Disney World, ouvert le 1er mai 1989, il s'agit du troisième parc sur quatre construit dans le complexe. S'étendant sur 55 ha, le parc est dédié aux cinéma, à la télévision, à la musique et au théâtre tout rendant hommage à l'âge d'or des années 1930 à 1950 qu'a connu Hollywood. Le parc portait à l'origine le nom de Disney-MGM Studios mais fut renommé le 1er janvier 2008 en Disney's Hollywood Studios.
Disney's Hollywood Studios est la réponse de Disney à l'annonce d'Universal d'ouvrir à Orlando, Universal Studios Florida (la plus grande zone de production de films en dehors d'Hollywood à l'époque). À leur ouverture, Disney-MGM Studios était à la fois un parc à thème mais aussi une zone de production cinématographique avec la présence de réels studios dont les visiteurs pouvaient entrevoir le fonctionnement. Disney étant principalement un studio de film d'animation, elle conclut un accord de licence avec Metro-Goldwyn-Mayer, dont le nom original du parc en fut dérivé. Au fil des années et à la suite de nombreuses restructurations et agrandissements, le parc a abandonné toute production cinématographique pour se recentrer sur son rôle de parc à thème centré sur le cinéma.

## L'histoire

### Le concept

Ancien logo du parc de 1989 à janvier 2008.

L'idée initiale, en dehors des premières idées concernant Disneyland, émerge durant l'élaboration de Epcot. Un pavillon sur le cinéma et ses techniques est proposé pour Future World à proximité de Imagination!. En parallèle Ward Kimball travaille sur le projet d'une attraction baptisée Mickey's Movieland présentant l'histoire et les premiers courts métrages de Mickey Mouse. Michael Eisner en 1985 autorise à étendre ces concepts à un parc entier et non pas un pavillon ou une attraction unique.
Disney n'est pas le premier à faire visiter des studios de cinéma. L'idée vient de Carl Laemmle fondateur d'Universal Pictures qui fait visiter dès 1915 ses studios pour 25 cents. Mais c'est en 1964, en réaction au succès de Disneyland, qu'Universal développe un vrai circuit élaboré de visite des studios. Puis durant les années 1970 à 1980 les studios Universal de Hollywood se transforment petit à petit en un parc d'attractions voisin de studios de cinéma opérationnels.
Après l'arrivée de Michael Eisner en 1984 à la tête de la Walt Disney Company, un projet de troisième parc est lancé. Le 25 juin 1985, Disney et MGM, détenu par Kirk Kerkorian, signent un contrat de vingt ans autorisant Disney à utiliser le nom et le logo de la MGM pour un parc d'attractions en Floride. Le 8 juillet, le projet est annoncé par Michael Eisner en Floride.
L'idée essentielle du parc consiste dans la reconstitution d'un Hollywood plus mythique que réel et dont l'image est dans tous les esprits. Ainsi la plupart des bâtiments sont des répliques des principales œuvres architecturales du Los Angeles des années 1920 à 1950.
Le concept comprend aussi un studio de production Disney avec les animations et les prises de vues réelles (même s'il fut peu utilisé), une visite dans les coulisses et les zones techniques du dit studio, des attractions basées sur des films et enfin des boutiques et des restaurants. Le parc pouvait donc être divisé en deux parties : la production et les attractions.
Les travaux débutent en 1986. L'ouverture initialement prévue pour octobre 1988, est repoussée à mai 1989. Le coût des travaux est estimé à plus de 500 millions de dollars.

### Le nom Disney's Hollywood Studios
Le parc n'a jamais été la propriété de MGM. En fait, Disney avait signé un contrat avec la MGM pour utiliser le nom ainsi que le contenu des films pour réaliser des attractions : par exemple, l'attraction The Great Movie Ride. L'avenir exact du nom du parc semblait incertain : le contrat permettant l'utilisation du nom MGM expirait à la fin de l'été 2005 alors que MGM a été racheté par Sony Pictures le 8 avril 2005 et que de nombreux objets et autres souvenirs faisaient alors référence au parc comme Disney Studios ou Walt Disney Studios.
Un autre problème avec le nom est apparu en 1992 quand Metro-Goldwyn-Mayer poursuivit pour violation de contrat, la Walt Disney Company qui utilisait depuis 1985 le parc comme studio de productions de films et de séries télévisées. Disney répliqua par une autre poursuite contre MGM qui avait autorisé l'utilisation de son nom pour le MGM Grand Hotel, le MGM Casino et MGM Airlines. Cela aurait participé à la violation des droits concédés à Disney pour l'utilisation exclusive du nom du parc à thème de Floride. De plus cela aurait nui à la réputation de Disney de par la construction au sein du MGM Grand Hotel à Las Vegas (Nevada), d'un parc à thème.
Le 23 octobre 1992, le juge Curtis Rappe de la Cour Suprême des États-Unis, jugea en défaveur de MGM et déclara que le parc MGM Grand Adventures Theme Park à Las Vegas, alors en construction, pouvait utiliser le nom de MGM tant que MGM Grand ne comportait pas un thème sur 'Hollywood'. Toutefois le parc de Las Vegas a fermé après l'été 2000, par manque de rentabilité. La zone est restée ouverte pour des évènements privés, puis a finalement été détruite en faveur de la construction du condotel The Signature at MGM Grand en 2006.
Du côté de Disney, depuis 2005, toutes les références à MGM en Floride ont été supprimées petit à petit. Il ne restait que les plus grandes références comme le nom à l'entrée et celui officiel du parc.
Depuis le 1er janvier 2008, le parc a été renommé Disney's Hollywood Studios en raison de l'arrêt du contrat entre Disney et MGM. Le renommage a été officialisé le 10 août 2007 par Meg Crofton, président de Walt Disney World Resort. La compagnie Disney informe en plus, de façon humoristique, qu'avec ce nom de parc on connaît enfin le « second prénom » des studios Disney, « Hollywood ». Ce nom aurait été choisi afin de souligner que le parc évoque un Hollywood mythique et intemporel.

### Nouveau concept
Le 12 mars 2015, Robert Iger annonce le renommage futur du parc ainsi que la construction de plusieurs attractions,,. Le 18 mars 2015, le site Daily Finance évoque la nécessité de corriger le parc qui est en perte de vitesse face aux autres parcs de Floride. Plusieurs attractions ont fermé les précédents comme le Studio Backlot Tour, The American Idol Experience ou l'exposition The Legend of Captain Jack Sparrow alors que Disney n'avait toujours pas capitalisé dans ses parcs sur les rachats de Marvel et Lucasfilm et qu'aucune nouvelle attraction n'était prévue dans le parc pour les prochaines années. Le 29 mai 2015, le parc dévoile une nouvelle version de l'attraction The Great Movie Ride sponsorisée par Turner Classic Movies. Le 29 juin 2015, Disney annonce la fermeture de l'attraction The Magic of Disney Animation à compter du 12 juillet 2015,,. Le projet de rénovation est estimé à 3 milliards d'USD, à comparer avec 1,1 milliard utilisé pour rénover le parc Disney California Adventure entre 2007 et 2012. Le 15 août 2015, lors du D23, Disney Parks annonce deux lands de 14 acres (56 656 m2) chacun dédiés à Star Wars à Disneyland en Californie et à Disney's Hollywood Studios,,,,. Disney complète l'annonce de Star Wars Land avec la construction de Toy Story Land. Le premier doit se situer près de Star Tours et l'autre derrière Toy Story Mania, à la place du parcours de Studio Backlot Tour. En effet l'intention n'est plus de montrer les studios et les coulisses du cinéma, mais de permettre aux visiteurs de découvrir des attractions inspirées de films hollywoodiens, de façon immersive.
Le 15 janvier 2016, Disney World va fermer plusieurs attractions du parc le 2 avril 2016 dont la Earffel Tower afin de faire de la place pour le Star Wars Land et le Toy Story Land,, mais aussi Lights, Motors, Action!, The Magic of Disney Animation, Honey, I Shrunk the Kids Play Set, les décors de Streets of America. Le 19 février 2016, le parc annonce présenter à compter du 4 avril un spectacle sur les moments clés de la saga Star Wars, auquel s'ajoute durant l'été un spectacle pyrotechnique nocturne intitulé Star Wars: A Galactic Spectacular,. Le 3 avril 2016, Disney confirme l'arrêt de l'attraction Lights, Motors, Action! dont la dernière représentation a eu lieu le samedi 2 avril permettant la construction de Star Wars Land. Le 14 avril 2016, Disney confirme le début de la construction de Star Wars Land à la fois en Floride et en Californie avec une image à 360°,. Le 30 juin 2018, ouverture officielle de Toy Story Land à Disney's Hollywood Studios. Le 26 novembre 2018, Disney annonce un nouveau logo pour le parc Disney's Hollywood Studios]alors que des rumeurs évoquaient un nouveau changement de nom.
Le 17 janvier 2019, le parc annonce l'ouverture de l'attraction Lightning McQueen’s Racing Academy basée sur le film Cars 3 pour le 31 mars 2019 et le simulateur de courses,. Le 30 avril 2019, le parc annonce l'ouverture d'un restaurant de service à table à l'entrée de la zone Toy Story Land, nommé Roundup Rodeo BBQ,.

## Dédicace
"The world you have entered was created by the Walt Disney Company is dedicated to Hollywood - not a place on a map, but a state of mind that exists wherever people dream and wonder and imagine, a place where illusion and reality are fused by technological magic. We welcome you to a Hollywood that never was - and always will be.'' – Michael Eisner, May 1,1989
« Le monde dans lequel vous êtes entrés, a été créé par la Walt Disney Company et dédié à Hollywood – non pas un endroit sur une carte, mais un état d'esprit qui existe partout où les gens rêvent, s'émerveillent et imaginent, un lieu où l'illusion et la réalité sont mélangées par la magie de la technologie. Nous vous accueillons dans un Hollywood qui n'a jamais existé – mais qui sera toujours présent. » – Michael Eisner, 1er mai 1989.

## Le parc à thèmes
Le parc adopte une ébauche du plan radial typique des Royaumes enchantés de Disney, mais tronqué par le fait de vouloir dissocier la partie publique, de la partie production du parc. Ainsi Main Street fut transformée en Hollywood Boulevard et le château remplacé par le Grauman's Chinese Theatre. Le parc ouvre avec seulement une dizaine d'attractions, puis devint rapidement un parc à part entière avec l'arrivée d'attractions à sensations beaucoup plus fortes que ne le permet le Magic Kingdom. De 2001 à 2015, la vue depuis Hollywood Boulevard sur le Grauman's Chinese Theatre fut perturbée par la mise place dans cet axe, d'une reproduction gigantesque du chapeau de l'apprenti sorcier Mickey du film d'animation Fantasia. Actuellement, le parc est divisé en neuf zones thématiques inspirées par des lieux existants de Los Angeles, ou par des mondes imaginaires issus d'histoires nées à Hollywood.

### Hollywood Boulevard
Hollywood Boulevard est inspiré de la célèbre rue du même nom de Los Angeles. Cette zone sert d'entrée principale au parc et fonctionne dans le même principe que Main Street, USA du Magic Kingdom. Il s'agit donc principalement d'une rue bordée de boutiques et restaurants permettant d'accéder au reste du parc.

Après avoir passé la porte d'entrée principale inspirée de l'auditorium Pan-Pacific, le visiteur se retrouve sur une place appelée Crossroads of the World. Cette place pourrait être assimilée aux Town Square des Royaumes enchantés de Disney, comprenant eux aussi l'accueil du parc et les autres services. Au centre de la place s'élève un kiosk inspiré de la tour du centre commercial Crossroads of the World. Sur le côté gauche on y trouve la boutique Sid Cahuenga : One of a kind du nom d'un col de montagne et d'une rue du centre de Hollywood et de l'autre côté, l'Oscar's Super Service inspiré d'une station-service des années 40. Après la place, le boulevard s'organise avec la boutique Mickey's of Hollywood sur la gauche et de l'autre côté de celle-ci la boutique Celebrity 5 & 10 et le The Trolley Car Café. Juste après, un embranchement partant de la droite permet d'accéder à Sunset Boulevard.

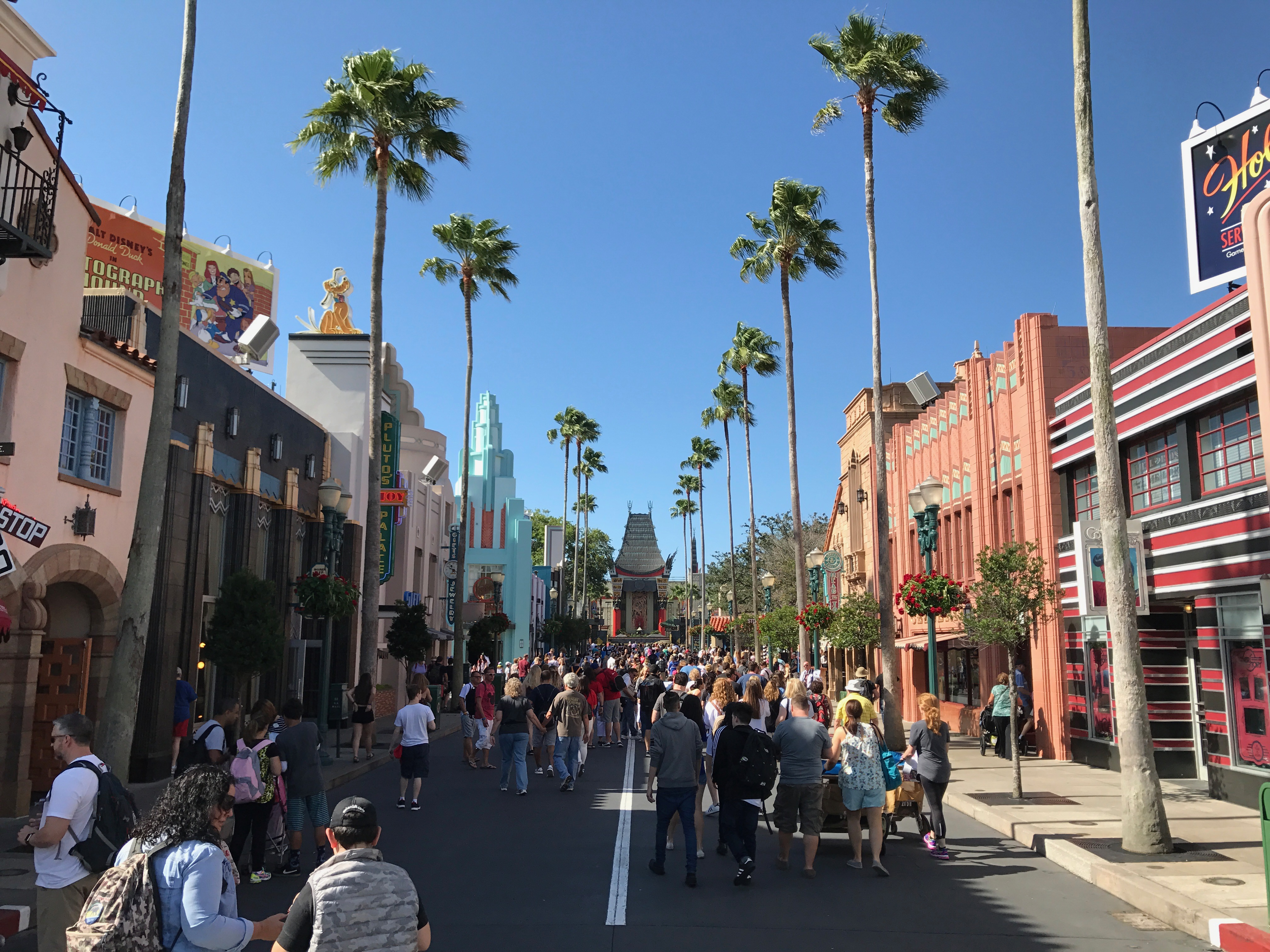
Le Hollywood Boulvard avec le Grauman's Chinese Theatre en fond.

À l'extrémité d'Hollywood Boulevard émerge sur une grande place centrale, une réplique du Grauman's Chinese Theatre servant d'entrée à l'attraction Mickey & Minnie's Runaway Railway, parcours scénique sur le thème des courts métrages d'animation de Mickey Mouse. À droite de la place, un porche marque l'entrée d'Animation Courtyard et de la Mickey Avenue. On retrouve juste à côté de celle-ci le Hollywood Brown Derby, un restaurant inspiré du célèbre Brown Derby de Los Angeles. Sur la gauche de la place la boutique Keystone Clothiers permet de prolonger Hollywood Boulevard. Le côté gauche de la place donne quant à lui accès à Echo Lake et Commissary Lane.

### Sunset Boulevard
Cette rue fut ajoutée le 2 juin 1994 afin d'agrandir le parc. C'est surtout à l'attraction Tower of Terror que l'on doit cette longue rue où trône littéralement la tour de cet hôtel délabré et hanté haute de 66 m.

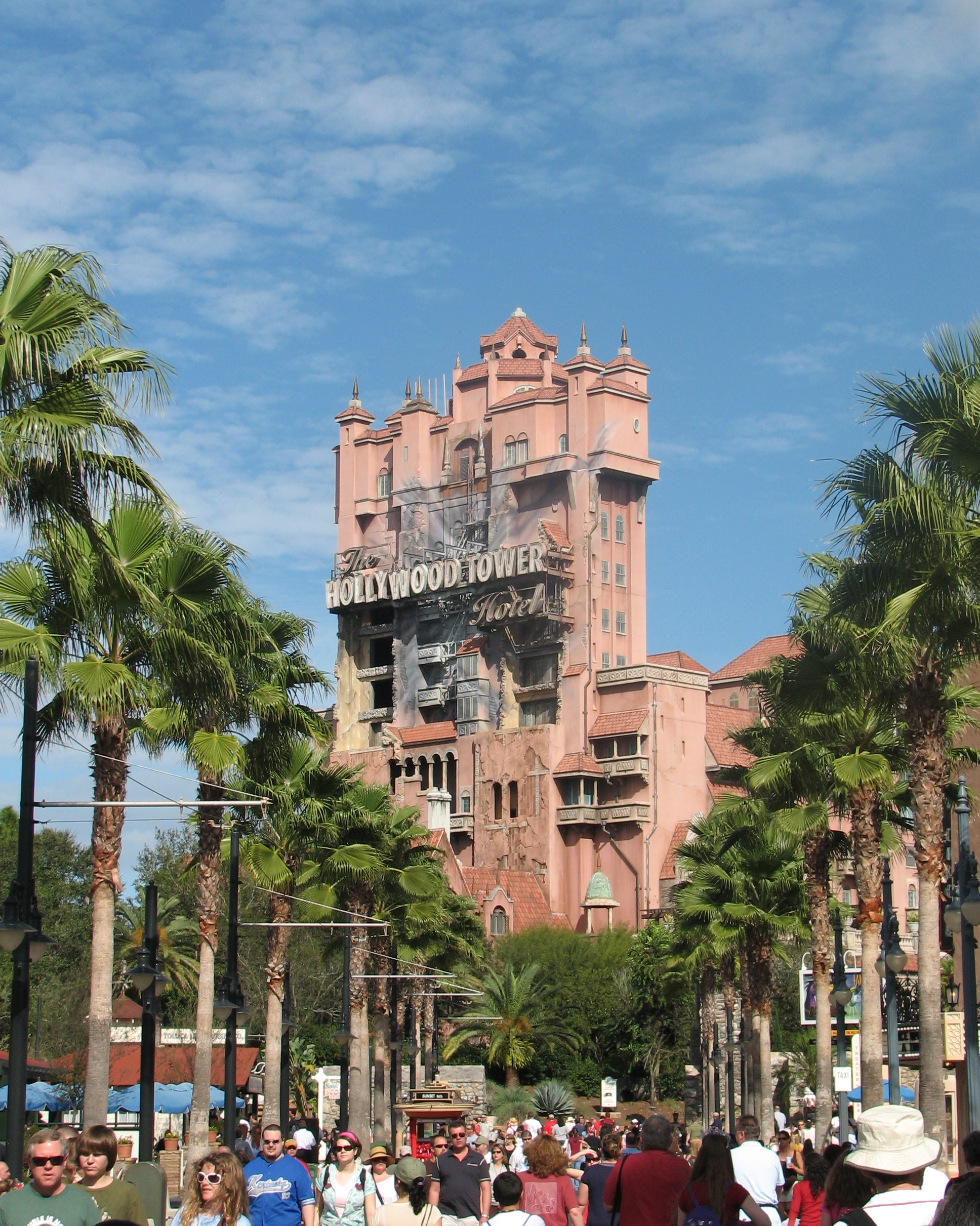
Sunset Boulevard et la Tour de la Terreur.

La rue est composée principalement de répliques de cinémas de Hollywood hébergeant des boutiques ou des restaurants. Le Hollywood Brown Derby est un hommage au Brown Derby reproduit dans le parc à la suite d'un accord signé en 1987 entre Disney et les propriétaires du restaurant et qui apparaît à la fin du film Coquin de printemps (1947). Ce restaurant possède une terrasse supplémentaire le long de la rue (en plus de la place centrale). Les boutiques sont situées dans les pâtés de maisons de droite sauf une. Ensuite sur la gauche une esplanade accueille un marché de plein air, ce sont des restaurants. De l'autre côté de la rue, le Theater of Stars accueille depuis l'ouverture (à part durant le déménagement de 1993-1994) le spectacle de La Belle et la Bête.
En 1999 au pied de la Tour de la Terreur une petite rue amène à l'attraction Rock 'n' Roller Coaster. Vous montez à bord de la limousine d'Aerosmith qui doit se rendre d'urgence à un concert, la musique est à fond… mais c'est un circuit de montagnes russes avec looping et inversion.
La Tour de la Terreur, The Twilight Zone Tower of Terror de son vrai nom, est une attraction révolutionnaire. Ouverte le 22 juillet 1994, elle est inspirée de la série La Quatrième Dimension (The Twilight Zone en anglais).
Le thème : un hôtel des années 1930, le Hollywood Tower Hotel, fut frappé par la foudre, le soir d'Halloween 1939. Une aile entière du bâtiment fut détruite et les cinq passagers d'un ascenseur disparurent.
Les visiteurs peuvent entrer dans le bâtiment et monter au 13e étage où avait lieu la soirée, par un ascenseur de service. Mais celui-ci n'indique pas ce treizième étage et au contraire les entraînent dans une chute impressionnante.
Entre l'entrée du Theater of Stars et de la Tour de la Terreur, un long chemin permet de rejoindre un énorme amphithéâtre appelé Hollywood Hills Amphitheater. Composé de gradins en arc de cercle pouvant accueillir 8 000 personnes autour d'un lac d'où émerge une île (le tout artificiel). Il accueille les spectacles Fantasmic!, Beauty & The Beast Live on Stage et Lightning McQueen's Racing Academy ainsi que des concerts.

### Echo Lake
Echo Lake est une surface d'eau ovoïde, autour de laquelle des attractions et des restaurants sont disposés. La zone s'étend un peu plus loin que le lac lui-même et englobe une petite rue perpendiculaire à Hollywood Blvd qui permet d'accéder à Big Cities Street.

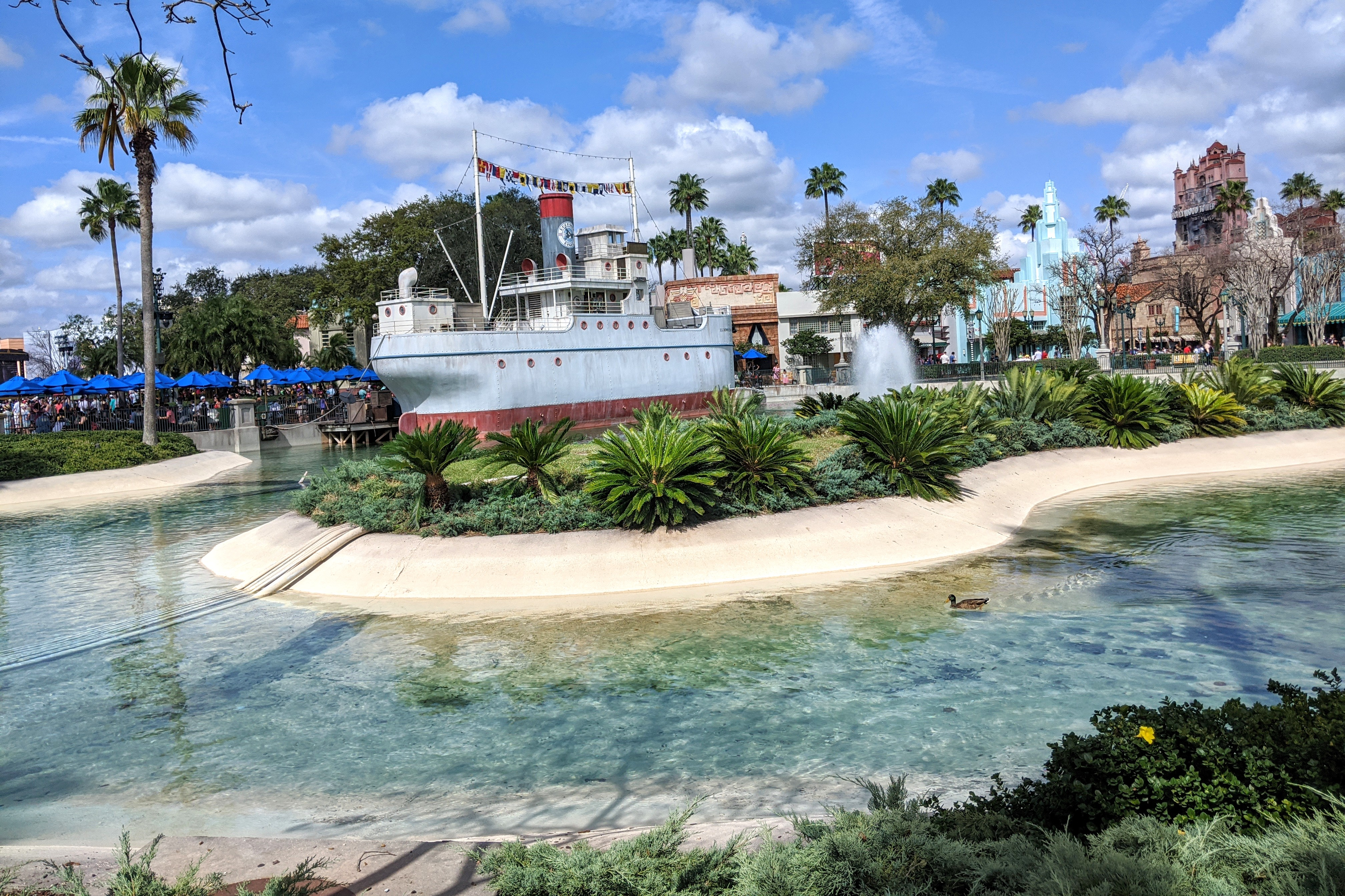
Vue sur Echo Lake.

Sur le lac un dinosaure, inspiré du film Gertie le dinosaure, accueille un snack tandis que sur l'autre rive un bateau fait de même. D'un côté du lac, proche d'Hollywood Blvd, deux restaurants et un snack offrent aux visiteurs un lieu de détente. Le Hollywood & Vine propose une cafétéria avec de nombreux souvenirs du passé. À côté, le 50's Prime Time Cafe évoque l'intérieur des maisons des années 1950 avec son design profilé et chromé.
Sur la rive opposée du lac, un bâtiment constitué de hangars accueille des attractions :
- Dans le hangar le plus près de la place centrale, une attraction d'abord sponsorisée par Sony, consistait en l'enregistrement en public de certaines séries télévisées. Elle changea en 1998 au profit de séries pour enfants diffusées sur ABC et Disney Channel tel que Doug (juillet 1998 à juillet 1999) ou Bear in the Big Blue House (4 juillet 1999 au 4 août 2001). Elle est fermée depuis 2001. Le 18 décembre 2008, Disney a annoncé l'ouverture à cet endroit de The American Idol Experience, une attraction basée sur l'émission American Idol pour février 2009[36] et a fermé le 6 novembre 2014 pour être ensuite remplacé par For the First Time in Forever: A Frozen Sing-Along Celebration.
- Dans le hangar le plus au sud, avec une antenne de radio, l'attraction Sounds Dangerous a été remplacée par Vacation Fun - An Original Animated Short with Mickey & Minnie
- Une petite maison servait de studios à la Radio Disney. Et entre les deux hangars un petit parc rend hommage aux grands artistes de Disney.

Un énorme amphithéâtre couvert, de 2 000 places accueille, depuis septembre 1989, un spectacle de cascades sur Indiana Jones. Indiana Jones Epic Stunt Spectacular!, avec une boutique juste à gauche à proximité des restaurants, vers Hollywood Blvd. Le spectacle fut conçu par Glenn Randall, coordinateur des cascades sur les deux premiers films Indiana Jones et Poltergeist. Au sud-est se trouve l'attraction principale de la zone, Star Tours – The Adventures Continue.

### Animation Courtyard
C'est l'entrée de la partie production du parc. Il faut passer sous un porche pour y accéder.
Un immense bâtiment hébergeait les studios de Walt Disney Pictures en Floride et l'attraction The Magic of Disney Animation. Les studios ont fermé en 2003. L'attraction fut totalement revue, et seule une petite exposition accueille les visiteurs dans l'entrée du bâtiment.

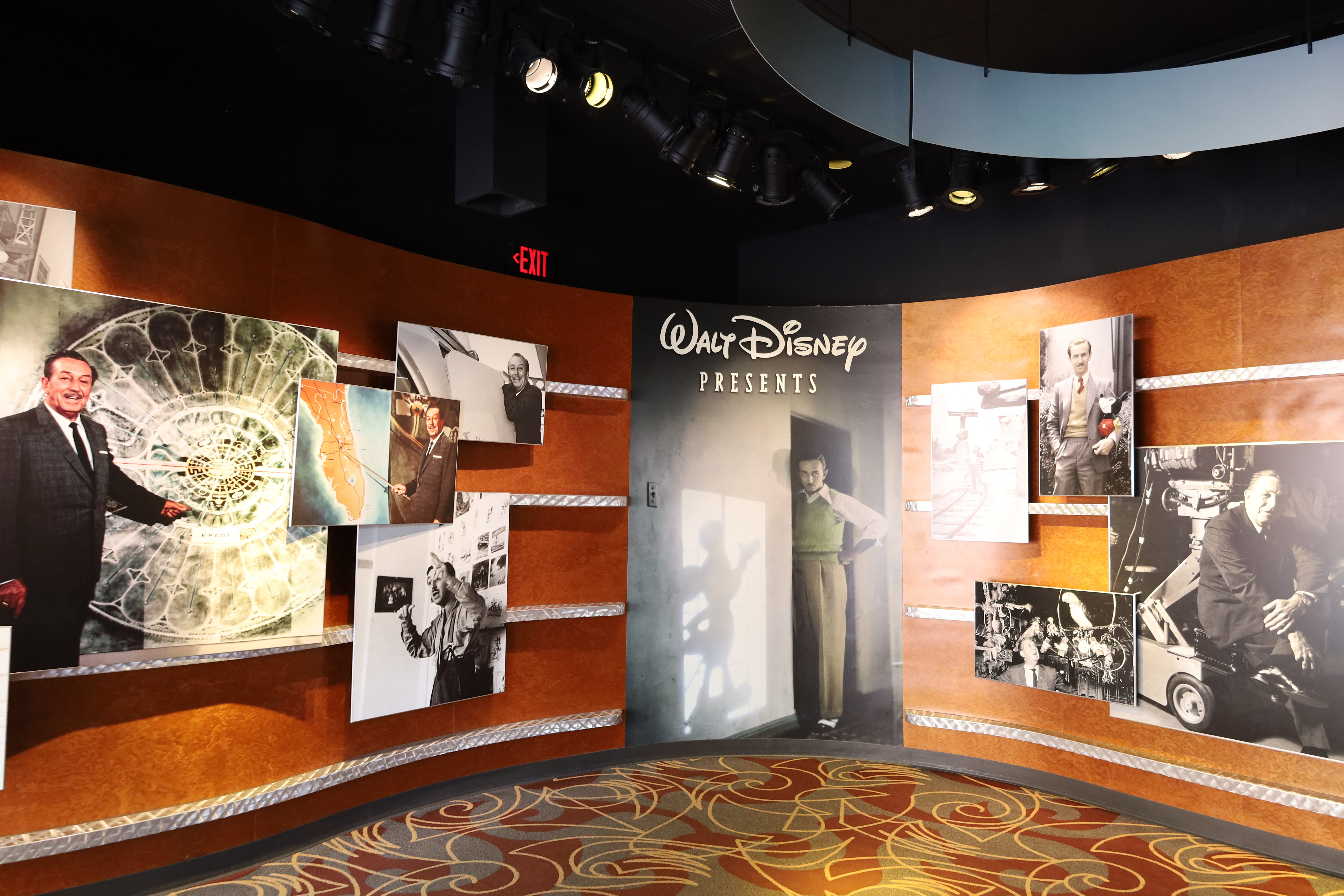
Vue intérieur de l'exposition Walt Disney Presents.

Une sculpture avec des Mickeys escaladant un film sorti d'une bobine marque la place. Derrière, à proximité du porche un théâtre accueille des spectacles pour les plus jeunes selon l'actualité Disney.
De l'autre côté de la place, un autre théâtre accueille depuis le 7 janvier 1992 le spectacle Voyage of the Little Mermaid sur La Petite Sirène. Avant c'était un spectacle sur les Muppets, intitulé Here Come the Muppets, mais qui fut supprimé avec l'ouverture de l'attraction dans Big Cities Street.
Entre le théâtre de la Petite Sirène et les anciens studios se trouvait l'ancienne entrée de l'attraction Studio Backlot Tour, maintenant elle se situe au bout de Pixar Place.
En novembre 2015, on annonce la fermeture d'Animation Courtyard afin d'y annoncer le futur emplacement du Star Wars themed land qui ouvrira ses portes pendant l'année 2016. Le 11 décembre 2015, l'attraction Star Wars Launch Bay ouvre à la place de The Magic of Disney Animation,. Elle comprend des expositions et des zones de rencontres avec les personnages répartis selon les deux côtés de la force. Disney Junior Play and Dance! et Walt Disney Presents complètent la zone.

### Commissary Lane

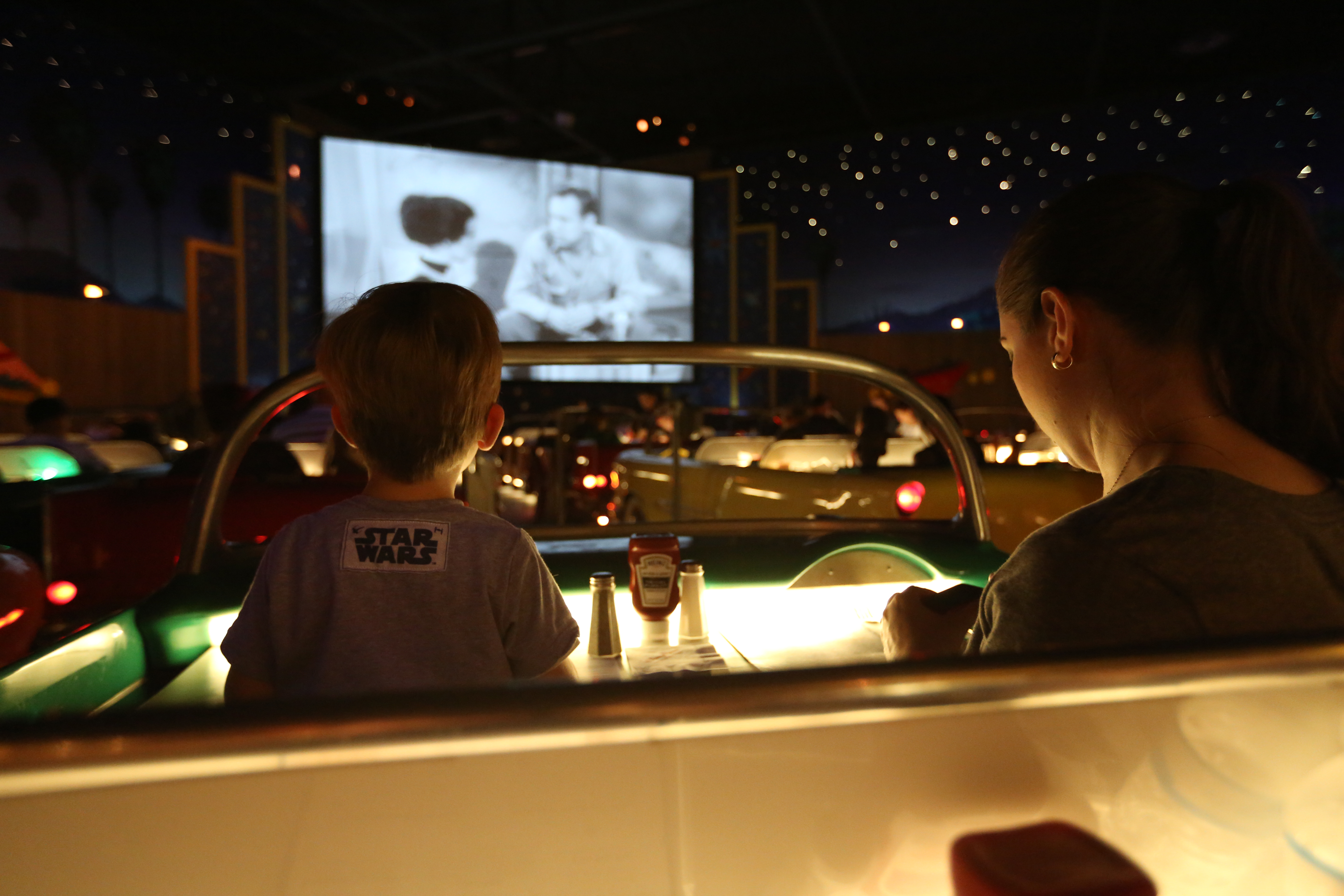
Aperçu de l'intérieur du Sci-Fi Dine-In Theater Restaurant

De l'autre côté de ce bâtiment se trouve Commissary Lane avec deux restaurants. Le ABC Commissary est une grande cafétéria style art déco tandis que le Sci-Fi Diner reproduit un cinéma drive-in et permet de manger dans des voitures-tables dans une clarté en permanence vespérale.

### Grand Avenue
Anciennement New York St., la zone faisait partie à l'origine de l'itinéraire du Studio Backlot Tour et n'était pas ouverte aux piétons mais visitable seulement à bord des camions de l'attraction. À la suite du succès des Disney-MGM Studios et à la nécessité d'agrandir sa surface piétonne, elle fut ensuite séparée du Studio Backlot Tour et devint une allée du parc. La partie de la Residential Street fut détruite afin de construire Motors, Action! en 2005. Plusieurs rues sont bordées de façades simulant une rue d’une grande ville américaine. À l'origine seule New York était représentée mais depuis Chicago et San Francisco ont également eu leur représentation.

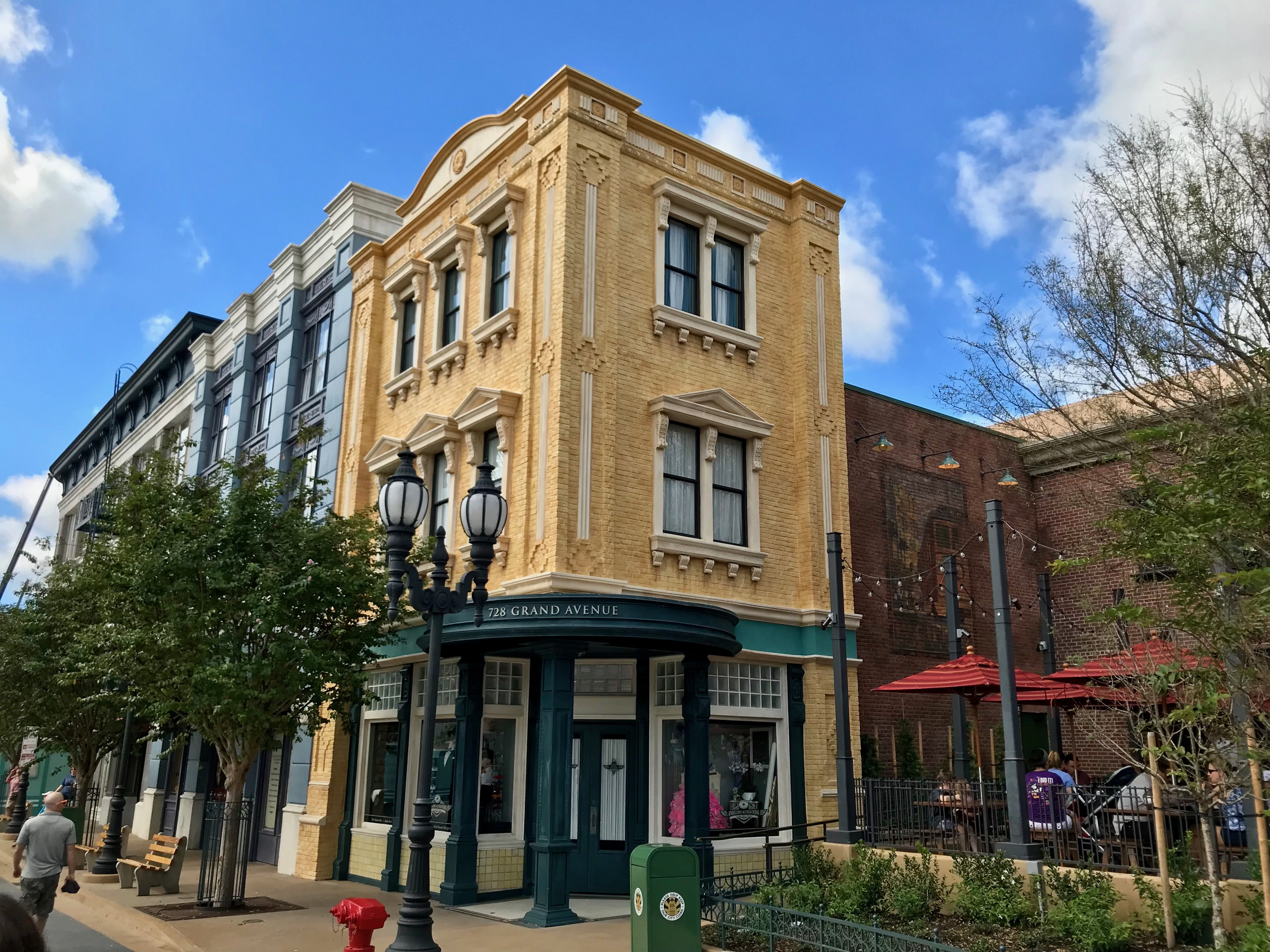
Vue sur Grand Avenue

La rue permet de cacher des attractions. La plus ancienne est l'aire de jeux dérivée du film Chérie, j'ai rétréci les gosses ouverte le 17 décembre 1990. Derrière une des façades, le jardin de la famille Szalinski est reconstitué mais ce sont les visiteurs qui ont été rétrécis. On peut retrouver la fourmi ou les céréales abandonnées du film. Le même film est utilisé à Walt Disney World Resort dans le pavillon Imagination à Epcot pour l'attraction Honey, I Shrunk The Audience.
Dans un ancien hangar avec une montgolfière au-dessus du bâtiment, on retrouve l'attraction Muppet's Vision 3D ouverte le 16 mai 1991. Sur la place on peut voir une fontaine où Miss Piggy trône dans un costume de la statue de la Liberté. C'est un cinéma en relief où l'on retrouve tous les personnages des Muppets imaginés par Jim Henson dont les deux papys de la série (en audio-animatronic) qui font leurs commentaires depuis un balcon.
Après le hangar des Muppets, les bâtiments ressemblent aux rues du quartier italien de New York. Le secteur contient deux pizzerias : la Toy Story Pizza Planet et la pizzeria de "Mama Melrose" Mama Melrose's Ristorante Italiano un des restaurants les plus réputés du parc. Le 15 juillet 2016, Disney annonce l'ouverture du restaurant PizzeRizzo à Disney's Hollywood Studios pour l’automne 2016 en remplacement du Toy Story Pizza Planet.
En continuant cette petite rue, on arrive sur l'ancien Backlot Theater, ajouté en fin d'année 1995 pour accueillir le spectacle du Bossu de Notre-Dame. Entre juin 1997 et 1998, le spectacle fut consacré à Hercule puis de nouveau au Bossu de Notre-Dame jusqu'en 2004, date de début des travaux de construction de Motors, Action!. Depuis un énorme panneau masque le théâtre en simulant les rues escarpées de San Francisco.
La place au bout de la New York Street, à proximité du Backlot Theater, et la Residential Street accueillait depuis 1995 les décorations de Noël de la famille Osborne. La rue fut détruite en 2002 et la place en travaux jusqu'en 2005. Depuis 2004 un compromis a été trouvé et la place ainsi que la New York Street (la rue principale avec en perspective un trompe-l'œil représentant l'Empire State et le Chrysler Building) sont recouvertes de millions de luminaires chaque fin d'année. Le 11 septembre 2015, Disney annonce l'arrêt du spectacle de Noël The Osborne Family Spectacle of Dancing Lights après la saison 2015,
Lights, Motors, Action! Extreme Stunt Show, qui se situe au fond du parc derrière le Studio Backlot Tour est un spectacle de cascades automobiles inauguré le 5 mai 2005. C'est une copie de l'attraction des Walt Disney Studios en France ouverte en 2002. Il a été conçu par Rémy Julienne, le célèbre cascadeur et directeur de cascade de plusieurs James Bond. Le 19 septembre 2014, Disney annonce la fermeture de l'attraction Studio Backlot Tour au Disney's Hollywood Studios le 27 septembre.
La zone a été détruite pour la construction de Star Wars Land et Toy Story Land.

### Pixar Place
Autrefois nommée Mickey Avenue, cette rue longe l'immense bâtiment de l’attraction The Great Movie Ride. En face, des studios d'enregistrement hébergent des attractions ou des tournages selon l'actualité du moment. Pour s'y promener, il faut longer la salle du spectacle Voyage of the Little Mermaid. Mais au bout de la rue il est possible de rejoindre la Streets of America.
À l'entrée à droite le Walt Disney Theater présente une exposition commémorative sur l'histoire de Walt Disney intitulée One Man's Dream (le rêve d'un homme).

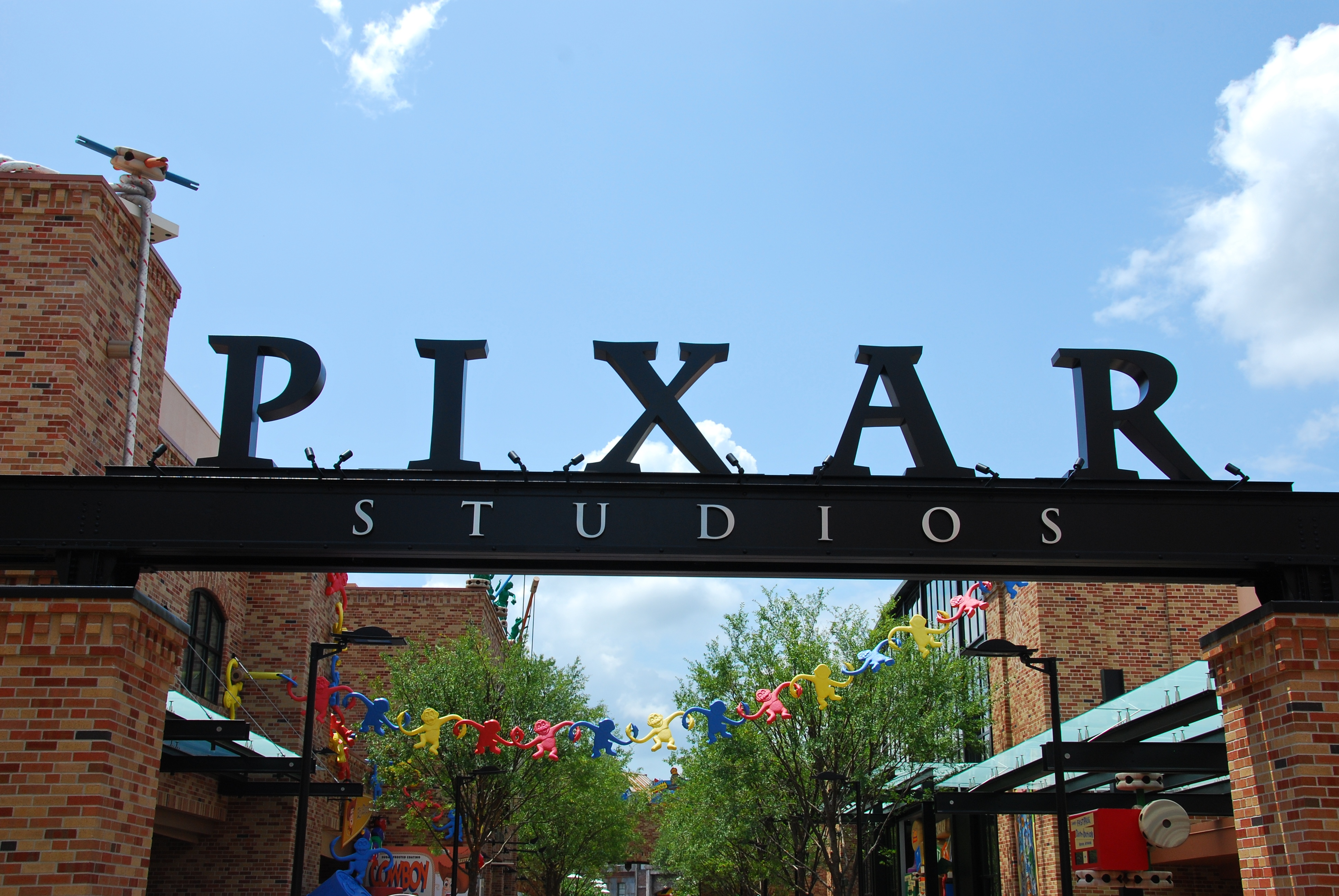
Enseigne de l'entrée de Pixar Place

Ensuite deux studios d'enregistrement (soundstage) accueillent des attractions ou des décors de films. On a pu voir ceux des films Les Ailes de l'enfer (Con Air), Les 101 Dalmatiens ou Pirates des Caraïbes. Le dernier accueillit même l'attraction de Qui veut gagner des millions (version américaine).
Le dernier studio contient désormais le parcours scénique interactif Toy Story Midway Mania, ouverte le 31 mai 2008. Durant les travaux, cette rue était temporairement un cul-de-sac et ne desservait plus Studio Backlot Tour ni Motors, Actions!.
Au bout de la rue, un bâtiment fait office d'entrée pour l'attraction sur la visite des studios, Studio Backlot Tour. Après avoir vu les effets spéciaux aquatiques et sonores ainsi que la technique de l'écran bleu, les visiteurs embarquent pour un voyage à bord de trams dans les « coulisses » du parc. On peut voir le bâtiment des costumes, les ateliers, des décors, un garage pour les véhicules de tous types. Depuis 2005 on peut voir l'arrière du spectacle de cascades automobiles de Motors, Actions!. À la fin de la visite, un arrêt dans le Catastrophe Canyon permet de se retrouver au cœur d'une rupture de barrage hydraulique avec un camion d'essence qui prend feu.

### Toy StoryLand

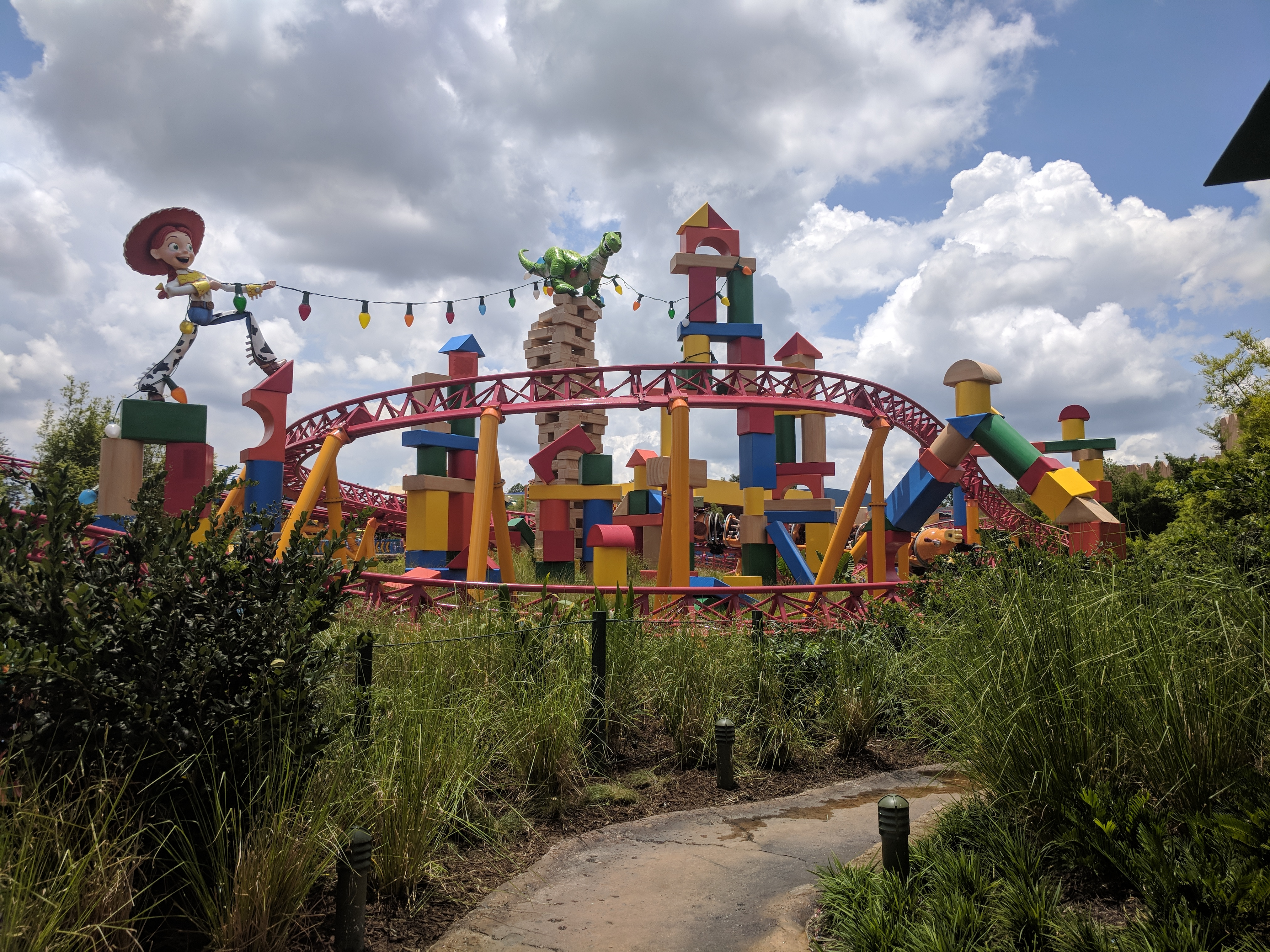
Vue sur l'attraction Slinky Dog Dash.

Le zone se compose de commerces et de trois attractions : Slinky Dog Dash, Toy Story Mania! et Alien Swirling Saucers.

### Star Wars: Galaxy's Edge
Star Wars: Galaxy's Edge est une zone thématique centrée sur la franchise Star Wars, dans le village fictif de Black Spire Outpost sur la planète éloignée de Batuu. Le land comprend les attractions Millennium Falcon: Smugglers Run, un simulateur dans lequel les visiteurs peuvent piloter le Faucon Millenium, et Star Wars : Rise of the Resistance mettant les passagers au centre de la bataille entre le Premier Ordre et la Résistance. L'ouverture du land se déroule le 29 août 2019,. Les restaurants et les magasins incluent Oga's Cantina (la cantine d'Oga), Savi's Workshop (l'atelier de Savi) et Droid Depot (le dépôt Droid). Le quartier remplace la section Streets of America du parc. Étendu sur une superficie de 14 acres (56 656 m2), Star Wars: Galaxy's Edge représente un investissement d'environ un milliard de dollars.

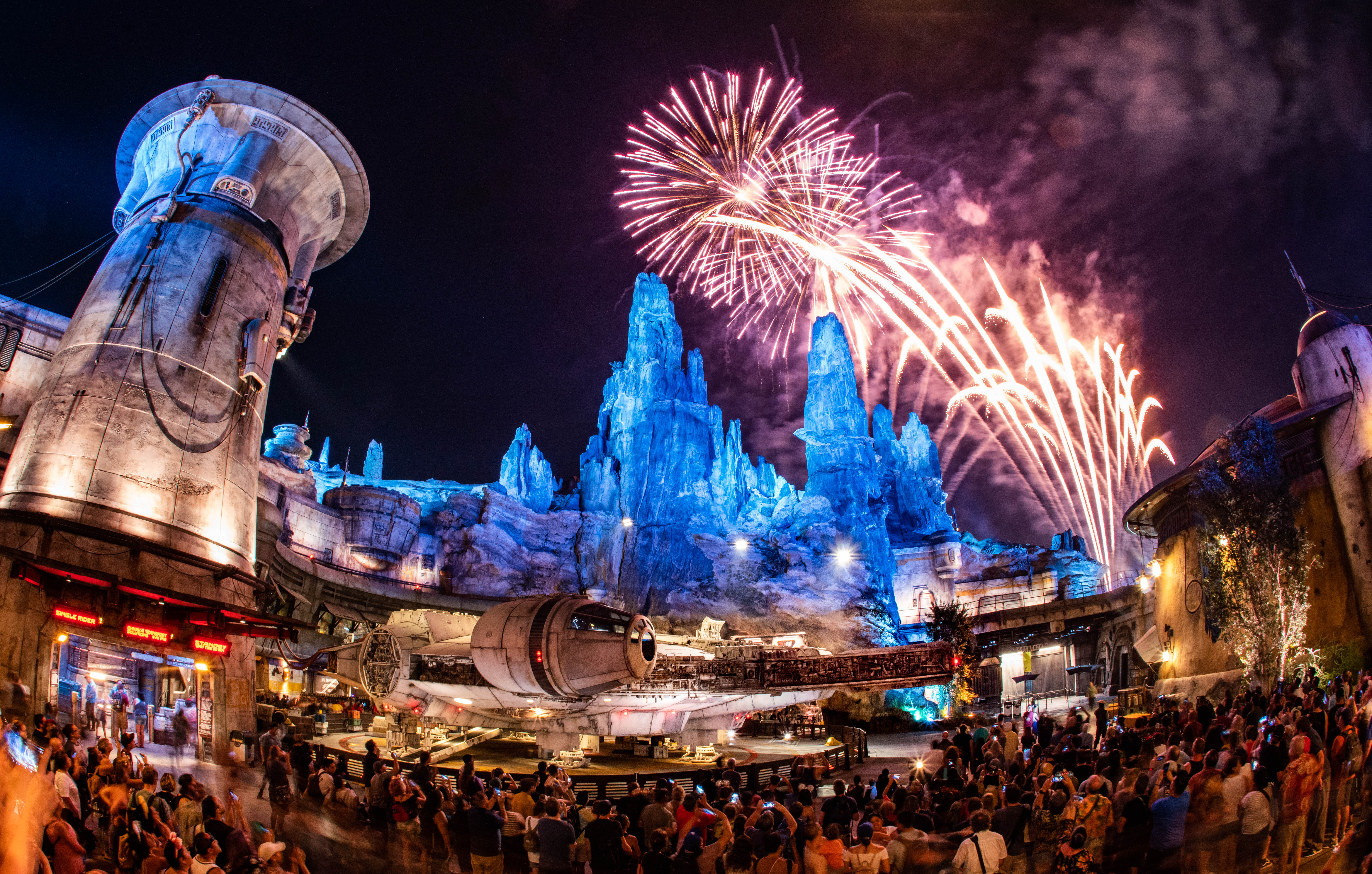
Star Wars: Galaxy's Edge de nuit.

En novembre 2019, Millennium Falcon: Smugglers Run reçoit un Thea Award for Outstanding Achievement dans la catégorie attraction par la Themed Entertainment Association.
Accompagnant la zone Star Wars: Galaxy's Edge, Star Wars: Galactic Starcruiser est un Star Wars Hotel en construction dont l'ouverture est programmée en 2021,. Ce land remplace la majorité de Streets of America dont Lights, Motors, Action! Extreme Stunt Show et Honey, I Shrunk the Kids : Movie Set Adventure, qui ferme le 2 avril 2016, ainsi que les façades arrière, les restaurants et les magasins environnants.

## Les productions du parc

### L'animation
Le parc accueillait dès son ouverture les studios Walt Disney Animation Florida de Walt Disney Pictures qui furent fermés en 2002. Ce fut le premier des studios « satellites » de Disney, la plupart ouverts dans les années 1990 et fermés dans les années 2000.
À l'origine, ces studios ont été ouverts afin de relancer la production de courts et moyens métrages dont certain ayant pour héros Mickey Mouse. Mais avec le succès en 1989 de La Petite Sirène, le studio fut utilisé pour des séquences des films alors en production La Belle et la Bête (1991) et Le Roi lion (1994). C'est également dans ce studio que fut entièrement réalisé le film Mulan, en 1998. Les studios fermèrent en 2002, après la production de Lilo & Stitch.
Ces studios, les plus importants de Disney en dehors de la Californie, occupaient un important bâtiment dont l'entrée côté parc servait d'attraction.

### Les tournages
Le parc fut aussi le lieu de tournage de certains films ou épisodes de séries télévisées.
Le premier film tourné dans le parc est le téléfilm Splash 2, suite du film Splash (1984), dont le tournage a débuté le 2 février 1988.
L'émission All New Mickey Mouse Club était enregistrée devant un public. C'est cette émission inspirée du The Mickey Mouse Club des années 1950 qui a popularisé Britney Spears, Justin Timberlake et Christina Aguilera.
Les séries Golden Girl (Les Craquantes) et Papa bricole (Home Improvment) ont été tournées en partie ici. Thunder in Paradise/Caraïbes Offshore le fut totalement et utilisait les décors du Seven Seas Lagoon et d'Epcot.

### Les évènements
En 1997, 2000, 2001 puis annuellement depuis 2003, le parc accueille les Star Wars Weekend dédiée à l'univers de Star Wars.
De 2004 à 2011, le parc présentait des stars du sport et des présentateurs d'ESPN lors d'évènements nommée ESPN The Weekend.

## Mémoire architecturale
Le parc Disney's Hollywood Studios de Walt Disney World Resort en Floride fait de nombreuses références architecturales à des bâtiments de Los Angeles. Certains existent encore, d'autres ont été détruits. Le parc peut donc aussi être visité comme un musée. La visite « architecturale » décrite ci-dessous est basée sur les informations données dans le livre Since the World began: Walt Disney World, the first 25 years de Jeff Kurtti et le site Yesterland.

### Architecture du Hollywood Boulevard
- L'entrée reproduit la magnifique façade aérodynamique, turquoise et chromée, avec des pylônes porte-drapeaux de l'Auditorium Pan-Pacific de Los Angeles construit en 1935, dans le style paquebot. Il était situé au 7600 West Beverly Boulevard34° 01′ 33″ N, 118° 08′ 36″ O. Il fut détruit le 24 mai 1989 par un incendie à cause du vandalisme et de la négligence de la ville. Voir le Pan Pacific Auditorium et pour l'incendie.
- Crossroad of the World est une copie de l'entrée du centre commercial éponyme situé au 6671 Sunset Boulevard34° 05′ 53″ N, 118° 20′ 08″ O qui est l'une des premières places commerciales du genre aux États-Unis. Elle associe le style nautique d'un village européen. Le style architectural est assez proche de celui de l'entrée. L'originale existe toujours mais accueille désormais des bureaux tandis que chez Disney, elle sert de boutique et de centre d'information. De plus une statue de Mickey est placée sur la sphère.
- Sid Cahuenga : One of a kind est une boutique à gauche de l'entrée. Elle évoque les pavillons (bungalows) de style American Craftsman typique de Hollywood et qui furent utilisés comme boutiques ou bureaux. Certaines existent toujours, comme celle sise au 1359 North La Brea Avenue ou la Janes House au 6541 Hollywood Boulevard.
- Oscar's Super Service de l'autre côté de la place est une station service typique des années 1950 aux États-Unis.
- La Darkroom est une boutique de photographie de style art déco et particulièrement du mouvement California Crazy. Un appareil photo géant constitue une partie de la façade comme celle de la boutique construite en 1938 du 5730 Wilshire Boulevard.
- La boutique Celebrity 5 & 10, elle aussi art déco, est une copie (sauf pour la couleur) de la boutique JJ Newberry au 6600 Hollywood Boulevard. L'originale accueille une boutique appelée Hollywood Toy Company et celle du parc est de couleur ocre rouge au lieu de turquoise.
- Sweet Success est une réplique du style Spanish Colonial Revival. Un bloc complet de deux étages typique de cette architecture est visible au 3400 Kenmore Avenue à l'angle de le Sixième Rue à Los Angeles.
- Mickey's of Hollywood est composée de plusieurs façades :
  - La première à l'angle est de style Spanish Colonial Revival, copie du 6601 Hollywood Boulevard
  - La seconde en marbre noir et dorée ressemble au 5209 Wilshire Boulevard
  - la dernière est une évocation de la vieille boutique Max Factor qui faisait face à Highland Avenue au 1660 North Highland Avenue
- Pluto Palace est la réplique d'un cabinet vétérinaire du 940 North Highland Avenue.
- Disney & Co possède une rotonde art déco comme celle du 6224 Santa Monica Boulevard à l'angle de Cole Avenue
- Keystone Clothiers est la copie du Julian Medical Building situé au 6300 Hollywood Boulevard à l'angle de Cahuenga Avenue.
- Hollywood Brown Derby est la réplique du second Brown Derby construit en 1929 au 1624 Vine Street juste au sud de Hollywood Boulevard. Les caricatures accrochées au mur sont des fac-similés de celles d'origine, propriétés de Walter Scharfe et Elizabeth Khittle-Scharfe qui sont aussi les propriétaires du restaurant de Vine Street.
- Le Chinese Theater a été construit d'après les plans de 1927 de Meyer et Holler pour le Chinese Theater de Sid Grauman situé au 6925 Hollywood Boulevard. L'original fut racheté à Grauman en 1973 par Ted Mann le propriétaire de la chaîne de cinéma Mann Theatres. En 2001-2002, le vrai théâtre de 2 000 places fut rénové et six salles de cinéma ajoutées à côté en même temps que le projet de centre commercial Hollywood & Highland. Le bâtiment en Floride est de la même taille que l'original et la technique de perspective forcée ne fut pas utilisée pour le construire.

### Architecture du Echo Lake/Comissary Lane
- Le Echo Lake fait référence au bassin de Echo Park Lake près du centre-ville de Los Angeles. C'était un lieu de tournage de nombreux films muets principalement par les studios Edensdale de Keystone Pictures, propriété de Mack Sennett.
  - Le bateau de Min and Bill sur le lac évoque le film du même nom de 1930 avec Marie Dressler et Wallace Beery.
  - Le dinosaure vert Gerty évoque le dessin animé de 1914 de Winsor McCay. Le style architectural est emprunté au California Crazy.
- Hollywood & Vine Cafetaria est une cafétéria spartiate typique de Los Angeles, inspirée de celle du 1725 North Vine Street près de Hollywood Boulevard. Elle fut fermée dans les années 1980 après avoir été utilisée comme cafétéria de la poste de Hollywood. Elle fut ensuite détruite par un incendie.
- 50's Prime Time Café utilise les concepts de design et d'architecture de Richard Neutra, Pierre Koenig et Frank Lloyd Wright pour recréer un intérieur de maison des années 1950.
- ABC Comissary est un pastiche art déco des restaurants des années 1930. Il évoque le parc sous la forme de tableaux. Le seul fait important est sa conception et sa construction en sept mois.

### Architecture du Sunset Boulevard
La plupart des bâtiments reproduisent les théâtres de Hollywood, d'où le nom parfois donné de Theater district.
- One upon a Time est une réplique du Carthay Circle Theater construit en 1926 dans la zone Carthay Circle à Beverly Hills. Le bâtiment est de style hispanique et fut détruit dans les années 1960. Il est connu car c'est l'endroit où a eu lieu la première de Blanche-Neige et les Sept Nains en 1937.
- Legends of Hollywood reprend la façade de l'Academy Theater de S. Charles Lee (en) construit en 1938 à Inglewood en Californie. La vis spiralée est typique de l'architecture de Lee.
- Sunset Ranch Market rend hommage au Farmer's Market construit en 1934 à l'angle de la 3e avenue et de Fairfax Avenue. Existant toujours, ce célèbre marché est situé à proximité de l'ancien Auditorium Pan-Pacific reproduit à l'entrée du parc, il fait partie d'un grand complexe commercial.
- La Mulholland Fountain reproduite près du Sunset Ranch Market est une réplique miniature de celle construite à l'intersection de la Riverside Drive et Los Feliz Avenue. Cette fontaine fut dédiée à William Mulholland responsable de l'aqueduc entre la rivière Owens dans la Sierra Nevada et Los Angeles.
- Le bâtiment de l'attraction Rock 'n' Roller Coaster est construit comme le studio d'enregistrement RKO/Desilu aux Culver Studios.
- Le Hollywood Tower Hotel, de style Pueblo Deco un mélange entre les styles américain et hispanique, est inspiré de plusieurs hôtels de Californie dont le Château Marmont de Arnold Weitzman (1928) et le Biltmore Hotel de Schultze & Weaver (1922-23).

## Autour du parc

### Land et attractions fermées

#### Hollywood boulevard
Jusqu'au 2 mai 1993 un théâtre nommé Theater of Stars, réplique du Hollywood Bowl, était situé entre le Brown Derby et Hollywood Boulevard. Il accueillait le spectacle Now Playing, show biz Is, Hollywood! Hollywood!, Dick Tracy starring in Diamond double cross, Hollywood's Pretty Woman et enfin La Belle et la Bête - live on stage. Il fut détruit pour percer la rue Sunset Boulevard et le théâtre fut rouvert plus loin dans cette nouvelle rue, à l'identique exception faite d'une esplanade plus grande.

#### Backlot
Cette partie parfois appelée l'Annexe Backlot, fut ajoutée à partir de l'hiver 1989 à côté de l'attraction d'Indiana Jones, avec un restaurant et plusieurs attractions. Elle comprenait aussi la New York St mais en raison des agrandissements, cette rue devint un « land » à part entière du parc.
À côté, un hangar accueille un restaurant dans une fausse usine, le Backstage Backlot, des éléments de décor sont éparpillés dans la salle.
Juste à l'entrée de Streets of America se trouve l'attraction Star Tours: The Adventures Continue. Cette dernière est le successeur de Star Tours, une des attractions emblématiques des Parcs Disney, qui est apparu pour la première fois à Disneyland, en 1987. Cette nouvelle version de l'attraction a ouvert officiellement le 20 mai 2011. L'action de la storyline de cette dernière se déroule chronologiquement avant celle de la première version de Star Tours. Les vaisseaux de commerce de l'agence de voyage Star Tours sont donc des Starspeeder 1000, et non plus des Starspeeder 3000 qui étaient présents dans l'attraction précédente. À la différence de Star Tours qui ne proposait qu'un seul et unique voyage vers Endor, Star Tours: The Adventures Continue propose au total 54 voyages possibles vers de multiples destinations présentes dans les sept épisodes de la saga Star Wars. L'extérieur de l'attraction est une reconstitution de la forêt des Ewok sur la Lune forestière d'Endor, avec un transport TB-TT (AT-AT) et un X-Wing. Depuis 2001, la boutique derrière a été transformée en maisons de Tatooine. À la différence de l'attraction de Californie, elle comprend six StarSpeeder 1000.
En 1997, les Star Wars Weekends (en), célébrations des films Star Wars ont débuté à Disney's Hollywood Studios. Elles ont par la suite été organisé en 2000, 2001 et annuellement de 2003 à 2014. En novembre 2015, Disney a annoncé la fin de ce festival, en annonçant par la même occasion la construction d'une aire à thème Star Wars dans l'Animation Courtyard.
Le festival comprenait plusieurs éléments spéciaux tels que :
- Une parade qui comptait des Stormtroopers, des gardes impériaux, des Jedis et des personnages de Disney classiques tels que Mickey Mouse en jedi ou encore Minnie Mouse déguisée en Princesse Léia.
- Les feux d'artifice Symphony of the Stars, un spectacle doublé de feux d'artifice sur la musique des films.
- Des invités spéciaux, tels que des acteurs de films.
- etc.

Dans les premières années du parc, un espace nommé Studio Showcase a accueilli différentes présentations dont :
- Dick Tracy starring Diamond Double-Cross du 21 mai 1990 au 16 février 1991[60], tiré du film Dick Tracy (1990).

#### Projets annulés
En 1996, un projet de restaurant sur le thème de la magie avait été annoncé. Tenu par David Copperfield, il devait ouvrir à l'entrée du parc au printemps 1998 et les 500 hôtes faire partie du spectacle de magie.

## Fréquentation
Fréquentation annuelle 

11 483 000 (2019)
3 675 000 (2020)
8 589 000 (2021)
10 900 000 (2022)